# Ceuthophilus crassifemoris
Ceuthophilus crassifemoris is een rechtvleugelig insect uit de familie grottensprinkhanen (Rhaphidophoridae). De wetenschappelijke naam van deze soort is voor het eerst geldig gepubliceerd in 1929 door Hubbell.